# Vacha
Vacha település Németországban, azon belül Türingiában. Lakosainak száma 4903 fő (2023. december 31.). Vacha Philippsthal (Werra), Stadtlengsfeld és Unterbreizbach községekkel határos.

## Népesség
A település népességének változása:
| Lakosok száma | 5303 | 5218 | 5173 | 4966 | 5006 | 4903 |
|               | 2015 | 2017 | 2019 | 2021 | 2022 | 2023 |